# Marcel Gobillot
Marcel René Gaspard Gobillot (3 de janeiro de 1900 — 12 de janeiro de 1981) foi um ciclista francês.
Sua única aparição olímpica foi nos Jogos Olímpicos de Verão de 1920, onde competiu na prova de estrada. Ele terminou em 14º individualmente e conquistou a medalha de ouro no contrarrelógio por equipes. Ficou em nono no Campeonato Mundial de Estrada da UCI em 1921.
Se tornou profissional em 1992 e competiu no Tour de France 1926, desligando-se do ciclismo no ano de 1931.